# Actinopharynx
Stomodaeum

Coupe transversale du corps d'un polype faisant apparaitre son système digestif.

L’Actinopharynx (aussi appelé stomodeum, ou pharynx) est une invagination du derme oral formant un muscle tubulaire reliant la bouche et la cavité gastro-vasculaire chez les coraux.

## Description
L'actinopharynx a une forme de tube légèrement ovale. Son ouverture antérieure s'appelle l'entérostome.
Sa paroi intérieure est marquée par des sillons correspondants aux attaches des mésentères. Deux sillons, les sillons directeurs, permettent de canaliser le flux d'eau ingéré et expulsé.
On note chez les octocoralliaires, les cerianthidae et les zoanthides la présence d'un siphonoglyphe qui est absent de chez les scléractiniaires.
On retrouve des choanocytes au sein de l'actinopharynx.